# NGC 967
NGC 967 è una vasta galassia lenticolare situata nella costellazione della Balena, a una distanza di circa 407 milioni di anni luce dalla nostra Via Lattea.

## Scoperta
La galassia è stata scoperta il 10 novembre 1835 dall'astronomo britannico John Herschel.